# Lattjo Lajban
Lattjo Lajban var TV4:s programblock för barn i målgruppen 2–12 år, som i januari 1997 ersatte före detta Junior-4:an. Programmet sändes först i kortare upplaga om vardagarna i TV4:s Nyhetsmorgon och hösten 2008 till hösten 2009 även i TV4 Plus. Från och med 2010 sändes Lattjo Lajban enbart varje helgmorgon i TV4. Programmet slutade sändas 2012.
Lattjo Lajban hade många programledare, bland andra Christine Meltzer (1997–2001), David Hellenius (1997–1998), Tobias "Tobbe" Blom (1999–2005), Lucette Rådström (?–1999), Caroline "Carro" Kull (2000–2005), Malin "Mallan" Gramer (2005–2008), Wendy Rådström (2005–?) och Morgan (Mojje) Johansson (2005–?).

## Upplägg
Sändningarna visades utan reklamavbrott. I Lattjo Lajban sändes både inköpta program, såsom Kommissarie Gadget, Totally Spies, Lazytown, W.I.T.C.H, Dora utforskaren, Teletubbies, Pokémon, Koalabröderna och Svampbob fyrkant, och svenska program, såsom Mimmi och Mojje, Lattjobolaget Lajban, APTV med Zillah & Totte, Jonson och Pipen, Nicke & Mojje, Nicke & Nilla, Siv & Viv, Hotell Favoriten, Bröderna Fluff, Doktor Mugg, TV Myra och Smartskalle.
När Lattjo Lajban var ett inslag i Nyhetsmorgon visades bland annat serier som till exempel Bananer i pyjamas, gästande kändisar och tittarnas inskickade teckningar. 
Periodvis gavs barn möjlighet att ringa in och i direktsändning spela datorspel (Hugo, Rummel och Rabalder och Loophole) med hjälp av knapparna på tonvalstelefonen. 
Under en period kunde även barn tävla i karaoke i programmet Staraoke. En period hade Lattjo Lajban även sändningar på eftermiddagen.
Lattjo Lajban uppmärksammades 2006 i massmedia och anmäldes till Granskningsnämnden för radio och TV i samband med att en musikvideo av hårdrocksgruppen Hammerfall visades i programblocket. Videon innehöll bland annat en vampyr som slickade på en orm och tortyrscener. TV4 besvarade kritiken med att det var en planerad visning efter önskemål och att det förekom en förvarning.